# خداقلي (ألاداغ)
خداقلي (بالفارسية: خداقلی) هي قرية تقع في إيران في قسم ألاداغ الريفي. يقدر عدد سكانها بـ 1638 نسمة بحسب إحصاء 2016.